# Station Rurka
Station Rurka is een spoorwegstation in de Poolse plaats Rurka.